# تل اللوز (مسلسل)
تل اللوز مسلسل سوري عُرض عام 1996م.

## طاقم العمل
- عبير شمس الدين
- طلحت حمدي
- هاني الروماني
- عدنان بركات
- عارف الطويل
- رضوان عقيلي
- حسن دكاك
- أماني الحكيم
- أحمد مللي
- فاروق الجمعات
- إيمان الفوري
- هيثم جبر
- سليم تركماني
- فاضل وفائي
- إيمان عبدالعزيز
- محمد خير حلواني
- مصطفى فهمي البكار
- فدوى محسن
- علا عباس
- أحمد خليفه
- محمد خرماشو
- هالة شوكت
- فؤاد بخش
- هاني ناظر
- أحمد حداد
- جورج بدرية
- شريف السيد
- نسيمه ظاهر
- ظفيره قطان
- رجاء يوسف
- لينا الزعيم
- سهيل عرفه الموسيقى
- طلحت حمدي المخرج